# Kanton Saint-Martin-d'Hères
Saint-Martin-d'Hères is een kanton van het Franse departement Isère. Het kanton maakt deel uit van het arrondissement Grenoble. Het heeft een oppervlakte van 23.09 km² en telt 48.224 inwoners in 2018, dat is een dichtheid van 2089 inwoners/km².
Het kanton Saint-Martin-d'Hères werd opgericht bij decreet van 18 februari 2014, met uitwerking op 22 maart 2015. Het omvat de volgende 4 gemeenten:
- Gières
- Poisat
- Saint-Martin-d'Hères (hoofdplaats)
- Venon